# Андрогенез
Андрогенез (від лат. andros — чоловік та genesis — походження, виникнення) — форма розмноження організмів, при якій у розвитку зародка бере участь ядро чоловічої гамети, але не бере участь ядро жіночої гамети, тобто розвиток яйцеклітини з чоловічим ядром, привнесеним у неї спермієм у процесі запліднення. Андрогенез відмічений у деяких видів тварин (наприклад, наїзники Habrobracom) та рослин (кукурудза, деякі сорти тютюну) в тих випадках, коли ядро яйця гине до запліднення, котре при цьому є хибним (псевдогамія). Особливий випадок незайманого розвитку, або партеногенезу, іноді його називають «чоловічий партеногенез». Окремий випадок андрогенезу — мерогонія (від грец. Мéros — частина і gónos — потомство) — розвиток заплідненого фрагменту яйця, позбавленого жіночого ядра.

## Використання
Явище андрогенезу використовують при дослідженні ролі ядра в спадковості, вивченні ядерно-цитоплазматичної взаємодії, для отримання суворо гомозиготних організмів, а також тварин однієї (винятково чоловічої) статі (наприклад, при розведенні шовкопряда) — гіногенез.

## Штучний андрогенез
Андрогенез можна викликати штучно, механічно видаливши або інактивувавши фізичними або хімічними агентами жіноче ядро, при цьому власне ядро яйцеклітини або видаляється зовсім:
- мікрохірургічно,
- центрифугуванням,
- струшуванням, що викликають відрив ядровмісних фрагментів, або ж пошкоджується:
- специфічною ядерною отрутою (трипофлавіном),
- іонізуючим випромінюваннями,
- сильним нагріванням і надалі дегенерує.

Отримані таким чином гаплоїдні зародки звичайно є мало життєздатними. Для здійснення диплоїдного андрогенезу необхідно придушити цитотомію одного з перших поділів подрібнення яйця або поєднати два чоловічі пронуклеуси при поліспермному заплідненні.
Ставилися досліди отримання андрогенетичного потомства від сильно розрізнених батьків (наприклад, при віддалених схрещуваннях) з метою вирішити питання, який елемент клітини — цитоплазма (отримана від матері) чи ядро (одержане від батька) — контролює розвиток спадкових особливостей андрогенетичної особини. Майже у всіх дослідах отримували лише початкові стадії розвитку андрогенних зигот. Такі зародки життєздатні при відновленні диплоїдного набору хромосом, що можливо, коли в яйцеклітину проникає одночасно кілька сперматозоїдів і відбувається злиття двох батьківських ядер. Випадки, коли в розвитку яйцеклітини з чоловічим ядром бере участь тільки частина цитоплазми яйця, частіше позначають терміном мерогонія. Статевозрілі тварини (завжди самці) отримані тільки у шовковичного шовкопряда Bombyx mori і наїзника Habrobracon juglandis. При цьому Б. Л. Астаурову і В. П. Остряковій вдалося на тварині вперше здійснити у 1956 році при схрещуванні двох видів шовкопряда повний міжвидовий андрогенез. Кілька випадків повного андрогенезу спостерігалося у рослин при віддалених схрещуваннях різних видів тютюну, скерди і кукурудзи. В усіх випадках повного андрогенезу як рослин, так і тварин андрогенні нащадки виявилися подібними до батьківських видів. Таким чином, за допомогою андрогенезу вдається з'ясувати низку питань, пов'язаних з ядерно-плазмовими відносинами, оцінити роль цитоплазми і ядра в передачі видових ознак.